# Brookfield (New Hampshire)
Brookfield – miasto w Stanach Zjednoczonych, w stanie New Hampshire, w hrabstwie Carroll.